# Mains criminelles
Pour plus de détails, voir Fiche technique et Distribution.
Mains criminelles (En la palma de tu mano) est un film mexicain réalisé par Roberto Gavaldón, sorti en 1951.
En juillet 1994, le film est inclus dans la liste établie par la revue Somos des 100 meilleurs films mexicains de tous les temps.

## Synopsis
Jaime Karin, qui se fait appeler "Professeur Karin", est diseur de bonne aventure et prétend prédire l'avenir dans une boule de cristal grâce à ses pouvoirs ésotériques. Ses informations lui proviennent en grande partie de sa compagne, Clara, qui travaille dans un salon de beauté où elle entend tous les ragots qui circulent. Lorsqu'il apprend par celle-ci qu'un homme immensément riche est mort après avoir menacé de déshériter sa femme, Ada Cisneros de Romano, et son neveu, Leon, qui sont amants, il comprend que cette dernière l'a tué. Il compte bien profiter de la situation pour la mettre en place un chantage en allant à la veillée mortuaire. 
Il fait croire à la riche veuve que son mari était venu le voir régulièrement et qu'il possède des informations compromettantes pour elle. Il demande 25 000 pesos pour son silence. Mais Ada ne se démonte pas et ne paraît nullement apeurée par ses menaces. Elle commence à fasciner Karin qui se met à délaisser Clara car elle désapprouve la tournure des événements. Débute alors un jeu du chat et de la souris où on ne sait plus si c'est Karin ou Ada qui manipule l'autre.

## Fiche technique
- Titre original : En la palma de tu mano
- Titre français : Mains criminelles
- Réalisation : Roberto Gavaldón
- Scénario : Roberto Gavaldón et José Revueltas
- Photographie : Alex Phillips
- Montage : Charles L. Kimball (en)
- Musique : Raúl Lavista
- Pays d'origine : Mexique
- Format : Noir et blanc - 1,37:1
- Genre : Thriller
- Date de sortie : 1951
- Affiche : Constantin Belinsky (France)

## Distribution
- Arturo de Córdova : Professeurr Jaime Karin
- Leticia Palma (en) : Ada Cisneros de Romano
- Carmen Montejo (en) : Clara Stein
- Ramón Gay : León Romano
- Consuelo Guerrero de Luna : Señorita Arnold
- Enriqueta Reza : Carmelita
- Manuel Arvide : Inspecteur de policie
- Bertha Lehar : Señora del Valle
- Enrique Zambrano : Détective